# The Buttes, Wyoming
The Buttes är en mindre ort i Albany County i södra delen av den amerikanska delstaten Wyoming. Orten ligger 19 kilometer söder om countyts huvudort Laramie och hade 31 invånare vid 2000 års folkräkning, då den räknades som census-designated place.
I närheten av orten passerar Union Pacifics järnväg och den federala landsvägen U.S. Route 287. Till orten räknas även det tidigare stationssamhället Red Buttes.
Sedan 1994 ligger här University of Wyomings astronomiska observatorium, Red Buttes Observatory. Vid observatoriet finns ett 0,6-metersteleskop som bland annat används för forskning om cepheider och gammablixtar.